# Zəngilan International Airport
Zəngilan International Airport (Azerbeidzjaans: Zəngilan Beynəlxalq Hava Limanı) is een vliegveld nabij de stad Zəngilan in Azerbeidzjan.

## Geschiedenis
De bouw van het vliegveld begon in mei 2021 en werd op 20 oktober 2022 geopend door de presidenten van Azerbeidzjan en Turkije. De luchthaven is gebouwd na de oorlog in Nagorno-Karabach in 2020. Het doel van de luchthaven is om de mensen in het gebied beter te kunnen verbinden met de rest van het land en economische ontwikkeling te bevorderen. Het vliegveld maakt deel uit van een project voor het bouwen van meer vliegvelden in het land.

## Luchtvaartmaatschappijen en bestemmingen
Vanaf de luchthaven zijn momenteel (juni 2024) geen vaste lijndiensten.